# بمبئی گازت

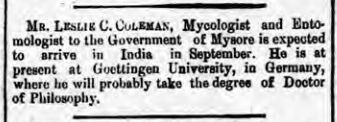
روزنامه بمبئی گازت ۲۷ ژوئن ۱۹۰۷

بمبئی گازت (انگلیسی: Bombay Gazette) یکی از نخستین روزنامه‌های انگلیسی در راج بریتانیا بود که در شهر بمبئی منتشر می‌شد. این روزنامه در سال ۱۷۸۹ میلادی تأسیس شد و تا سال ۱۹۱۳ منتشر می‌شد.

## تاریخچه
این روزنامه در سال ۱۷۸۹ به نام بمبئی هرالد شروع به کار کرد و در سال ۱۷۹۱ به بمبئی گازت تغییر نام داد. بمبئی گازت سال‌ها به فعالیت خود ادامه داد و رویدادهای مهمی مانند اولین جلسه کنگره ملی هند در سال ۱۸۸۵ را پوشش داد.
انتشار این روزنامه تا اوایل دهه ۱۹۰۰ ادامه یافت.
روزنامه بمبئی چاپ روی ابریشم را از ۲۶ آوریل ۱۸۴۱ آغاز کرد. نسخه‌های باقی مانده از روزنامه بمبئی را می‌توان در کتابخانه بریتانیا (مجموعه کولیندیل) یافت.